# Acuario del Río Paraná
El Acuario del Río Paraná, formalmente Centro Científico Tecnológico y Educativo Acuario del Río Paraná, es un acuario público que fue construido para ser un establecimiento científico y educativo. Está situado en la ciudad de Rosario, en la provincia argentina de Santa Fe.

## Generalidades
El Acuario del Río Paraná se encuentra ubicado en el barrio Lisandro de la Torre (más conocido como “Arroyito”), de la ciudad de Rosario, en el departamento Rosario, provincia de Santa Fe, en el nordeste de la Argentina. Su área total comprende 25 000 metros cuadrados, siendo en los edificios la superficie cubierta de alrededor de 3500 m².
Se encuentra localizado en las coordenadas: 32°54′40.49″S 60°40′30.77″O / -32.9112472, -60.6752139, sobre la avenida Centenario Rosario Central, Paseo Ribereño en la unión con la avenida Cordiviola, si bien se pensó que el acceso al predio se realice a través de un parque público abierto, sobre la avenida Carrasco.
Se encuentra en el sector norte de la ciudad, en frente del “Gigante de Arroyito”, nombre con que se conoce al estadio de fútbol del Club Atlético Rosario Central. También está contorneado por el Parque Alem y el río Paraná, a 500 metros al sur de la desembocadura del arroyo Ludueña, justo al sur del Camping Municipal Rosario.
Objetivos
Los objetivos de este acuario son múltiples, desde ser una atracción turística y un centro recreativo para la población de la ciudad, un centro de producción de especies de peces paranaenses amenazados, hasta de constituirse en una institución para la generación de conocimiento científico y una herramienta educativa para la divulgación pedagógica de la biodiversidad paranaense y la toma de conciencia en la preservación del medio acuático, difundiendo y a la vez estudiando las especies que habitan en los humedales del río Paraná medio y el delta, en especial su ictiofauna.
Instituciones participantes
Este emprendimiento es fruto del esfuerzo de varias instituciones, tanto gubernamentales como privadas: la Facultad de Ciencias Bioquímicas y Farmacéuticas de la Universidad Nacional de Rosario (UNR), la Secretaría de Estado de Ciencia, Tecnología e Innovación y el gobierno de la provincia de Santa Fe, la Asociación Rosarina de Pesca con Mosca (ARPEMO) y el Club Rosarino de Acuaristas (CRoA).
El proyecto integral fue encargado por la Secretaría de Estado de Ciencia, Tecnología e Innovación de la provincia de Santa Fe a la Unidad de Proyectos Especiales del Ministerio de Obras Públicas y Vivienda provincial.
Historia
Su origen se remontan al llamado “Acuario y Pabellón de Exhibición”, construido por la municipalidad de Rosario durante la intendencia de Agustín Repetto, establecimiento que luego fue cedido a la Estación Hidrobiológica del Ministerio de Agricultura de la Nación, en julio de 1942. El nuevo Acuario Río Paraná comenzó a ser construido el 29 de diciembre de 2012, durante la gobernación de Antonio Bonfatti. En mayo de 2015 se habilitó al público el Parque que lo rodea, mientras que el viernes 9 de febrero de 2018 se inauguró el propio acuario.
Laboratorio Mixto de Biotecnología Acuática
El complejo cuenta con un área científica, el denominado "Laboratorio Mixto de Biotecnología Acuática" (LMBA), con 1000 m² de laboratorios científicos, donde alrededor de 20 especialistas de la Universidad Nacional de Rosario y del Conicet investigan diversas materias ictiológicas, desde estudios genéticos y genómicos, reproductivos y fertilización artificial, hasta el uso de hormonas de crecimiento para mejorar la producción, además del estado de los ecosistemas donde los peces habitan: el río Paraná y su humedal. Trabajan en laboratorios vidriados, diseñados para que el visitante pueda observar sus quehaceres.
Parque
El edificio está rodeado por un parque de 2,5 hectáreas con especies arbóreas autóctonas (sobre la base de un estudio realizado por la Universidad Nacional del Litoral) y se encuentra dividido en 4 secciones: bosque abierto, bosque cerrado, pastizales y vegetación hidrófila.
El agua del acuario es abastecida mediante un específico sistema hidráulico, colectándola desde el propio río Paraná, así como desde las napas freáticas. Los tratamientos de efluentes se efectúan empleando una laguna con vegetación hidrófila.

## Características de la obra

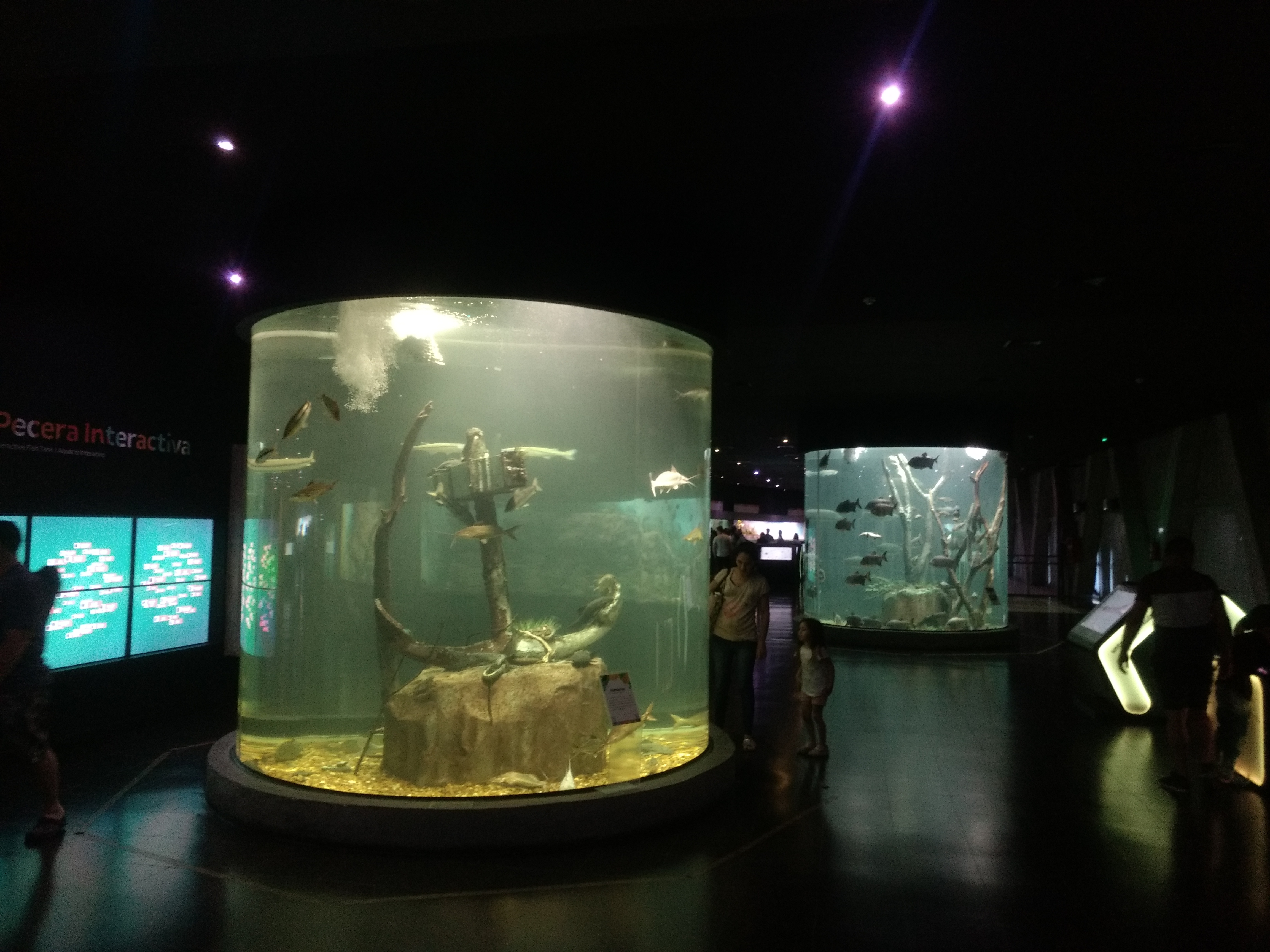
Interior

Si bien en un comienzo se proyectó que el emprendimiento representaría un desembolso de cerca de 64 millones de pesos para las arcas del estado provincial, el costo final de todo el proyecto resultó en 220 millones de pesos.
Fue licitado en tres etapas. La primera comprendió la estructura de hormigón y la cubierta metálica del edificio. La segunda fue la correspondiente a los cerramientos y a la urbanización exterior. La tercera y última fue la que permitió la construcción de los sectores o segmentos con los que cuenta el emprendimiento.
Adicionalmente, tiene instalados distintos dispositivos interactivos y pantallas táctiles con fines lúdicos y para ampliar la información sobre los ejemplares en exposición. 
Una rampa interior vincula a la planta baja con un entrepiso y una planta alta, es decir, a los tres niveles que comprende el edificio, el cual puede recorrerse totalmente, no solo las áreas propias de la exhibición en sí, sino también el laboratorio y otras destinadas a la investigación.

### Distribución
La distribución es la siguiente:
Planta baja
- Administración
- Dirección
- Laboratorio mixto de biotecnología acuática
- Tienda
- Sanitarios
- Entrada-salida

Entrepiso
- Bar, el cual cuenta con acceso independiente para que también pueda ser utilizado fuera del horario en que este abierto el acuario. Dicho bar posee una extensión exterior sobre una amplia terraza de acceso público.[3]

Planta Alta
- Coordinación Educativa
- Sala de Acuarios
- Espacio Interactivo
- Auditorio (para 100 personas)
- Área de contemplación del paisaje del río Paraná y del parque con especies autóctonas que rodea al edificio.

#### Recintos de exhibición
la planta superior 
Las peceras de exhibición pueden dividirse en dos tipos.
Peceras cilindro
Las peceras de exhibición más curiosas de este acuario son 2 grandes tubos cilíndricos con fondo acrílico, de 3 metros de diámetro.
- Pecera “Árbol”
- Pecera “Ancla”

Peceras biotopo
Las peceras biotopo son 8; en ellas se replican distintos hábitats que se presentan tanto en el río Paraná como también en los ambientes acuáticos de su valle de inundación.
- Canal principal
- Barranca
- Bañado
- Madrejón
- Arroyo - Costa alta
- Arroyo – Cauce central
- Arroyo - Costa baja
- Laguna

## Visitas
El acuario puede conocerse a través de visitas guiadas, las que cada 15 minutos parten con grupos de hasta 25 personas, para hacer un recorrido que dura alrededor de 2 horas. Se encuentra abierto de martes a domingo; los días hábiles de verano abre de 8:30 a 12:30 h y de 15 a 19 h; sábados, domingos y feriados de 9:30 a 13:30 h y de 16 a 20 h. Cierra para hacer mantenimiento los lunes o el primer día posterior a un feriado. Las entradas son adquiridas en la boletería del acuario.